# William Baffin
William Baffin (1584 – 23 tháng 1 năm 1622) là một nhà hàng hải kiêm nhà thám hiểm người Anh. Người ta không biết gì về cuộc sống thời thơ ấu của ông, nhưng phỏng đoán ông sinh ra tại London với nguồn gốc tầm thường và dần dần tự mình thăng tiến nhờ tính siêng năng cần cù và lòng kiên trì của chính mình.
Đề cập sớm nhất về ông có vào năm 1612 trong sự liên quan với chuyến thám hiểm nhằm tìm kiếm hành lang Tây Bắc (Northwest Passage), dưới sự chỉ huy của thuyền trưởng James Hall, trong đó ông phục vụ với vai trò của hoa tiêu trưởngt. Thuyền trưởng Hall bị giết chết trong cuộc chiến với thổ dân ở bờ phía tây của Greenland và trong vòng hai năm sau đó Baffin phục vụ tại ngư trường săn bắt cá voi Spitsbergen, vào thời gian đó do Công ty Muscovy (Московская компания) của Nga kiểm soát.
Năm 1615, ông tham gia vào công việc thăm dò thám hiểm của công ty này nhằm tìm kiếm hành lang Tây Bắc, phục vụ dưới sự chỉ huy của thuyền trưởng Robert Bylot như là hoa tiêu viên cho con tàu nhỏ Discovery và kiểm tra kỹ lưỡng khu vực ngày nay gọi là eo biển Hudson. Sự chính xác trong các quan sát thủy triều và thiên văn của Baffin trong chuyến đi này đã được xác nhận trong các ghi chép đáng chú ý của William Edward Parry, khi ông này vượt qua cùng một vùng biển vào 2 thế kỷ sau đó (năm 1821).
Năm sau, Baffin một lần nữa lại làm hoa tiêu cho tàu Discovery và vượt qua eo biển Davis và phát hiện ra một vịnh đẹp ở phía bắc, ngày nay mang tên ông, cùng với một loạt các eo biển nguy nga tỏa ra từ phần đầu của vịnh này và được ông đặt tên là lạch Lancaster, lạch Smith và lạch Jones, để ghi công những người bảo trợ hào phóng cho các chuyến đi của ông. Trong chuyến đi này ông đã cho tàu vượt trên 480 km (300 dặm Anh) xa hơn về phía bắc so với người tiền nhiệm của ông là John Davis, và trong vòng 236 năm thì điểm tới xa nhất về phía bắc của ông (khoảng 77° 45' vĩ bắc) vẫn là thách thức không thể vượt qua trong vùng biển này.
Tuy nhiên, mọi hy vọng về phát hiện ra con đường sang Ấn Độ dường như đã kết thúc với chuyến đi này và theo dòng thời gian thậm chí cả các phát hiện của Baffin cũng bị nghi ngờ cho tới tận khi chúng được phát hiện lại nhờ chuyến đi của thuyền trưởng Ross năm 1818. Baffin sau đó phục vụ trong Công ty Đông Ấn của Anh (British East India Company) và trong giai đoạn từ năm 1617 tới năm 1619 đã thực hiện chuyến đi tới Surat ở British India, và khi trở về đã nhận được sự công nhận đặc biệt của Công ty này vì những khảo sát có giá trị nhất định về Hồng Hải và vịnh Ba Tư mà ông đã thực hiện trong hành trình chuyến đi.
Đầu năm 1620, một lần nữa ông lại đi thuyền về hướng đông. Trong cuộc tấn công của liên quân Anh-Ba Tư vào Kishm trên bờ vịnh Ba Tư, để chống lại người Bồ Đào Nha khi đó đang chiếm giữ pháo thành này, ông đã chết do bị thương trong trận đánh vào ngày 23 tháng 1 năm 1622. Bên cạnh tầm quan trọng trong các phát hiện địa lý của ông thì Baffin còn được nhớ tới vì tầm quan trọng và độ chính xác trong hàng loạt các quan sát khoa học và từ trường, một trong số đó (sự xác định kinh độ trên biển nhờ quan sát Mặt Trăng hay khoảng cách Mặt Trăng) được coi là đầu tiên trong thể loại ghi chép như thế.
Vịnh Baffin và đảo Baffin được đặt tên như thế để ghi công của ông.